# Rodrigo Guzmán
Álvaro Rodrigo Guzmán Collao (Trinidad, Bolivia; 4 de julio de 1983) es un ganadero y político boliviano. Fue el Ministro de Energías de Bolivia desde el 13 de noviembre de 2019 hasta el 8 de noviembre de 2020 durante el gobierno de la presidenta Jeanine Áñez Chávez. Junto a Álvaro Coimbra, Milton Navarro e Isabel Fernández, Guzmán también fue uno de los miembros más jóvenes del gabinete ministerial de Áñez.

## Biografía
Rodrigo Guzmán nació en la ciudad de Trinidad el 4 de julio de 1983 en una familia dedicada al rubro ganadero. Se dedicó a la ganadería. 
Ingresó a la vida política del país siendo todavía apenas un joven de 26 años años de edad, participando en las elecciones subnacionales de 2010, postulando al cargo de concejal suplente del Municipio de Trinidad. Logró acceder al concejo municipal donde estuvo en dicho cargo por alrededor de tres  años desde 2010 hasta 2013.
En 2013, el entonces gobernador del Departamento del Beni Carmelo Lens, designa a Rodrígo Guzmán en una de las secretarias departamentales de la gobernación beniana donde permaneció por un año más hasta 2014.  

### Diputado Uninominal de Bolivia (2015-2019)
El año 2014, Rodrigo Guzmán decide salir del ámbito regional para proyectarse a nivel nacional, participando en las elecciones generales de octubre de 2014 como candidato al cargo de diputado uninominal por la circunscripción 58 en representación de la alianza política Unidad Demócrata (UD), el cual estaba conformada por el partido político del Movimiento Demócrata Social (MDS), el partido de Unidad Nacional y algunas fracciones más del antiguo partido Movimiento Nacionalista Revolucionario (MNR). 

### Ministro de Energías de Bolivia (2019-2020)
El 13 de noviembre de 2020, la presidenta de Bolivia Jeanine Añez Chávez posesionó al ganadero Rodrigo Guzmán Collao de 36 años de edad como el nuevo Ministro de Energías de Bolivia.